# Мавруд
Вижте пояснителната страница за други значения на Мавруд.
Маврудът е традиционен български винен сорт червено грозде, един от най-старите и считан за един от най-ценните и висококачествени местни сортове. Направеното от него червено вино също се нарича мавруд.

## Технически показатели и разпространение
Изисква температурната сума през вегетационния период да бъде по-голяма от 4000 и дълбоки наносни почви с добра влажност.
Разпространен е основно в района на Асеновград, но с него са засети по-малки площи край Перущица, както и единични масиви около Пазарджик и Стара Загора и Чирпан, както и в Карнобат. По южното българско Черноморие – района на Бургас и Поморие, сортът е известен като Качивела, а в Бесарабия Каушанский, Според Ясен Бориславов, сортът заема под 1% от българските винени лозя.
Захарността на плода е около 17 – 22%, а киселинността – 6,5 – 10 г/л.

## Недостатъци
Не понася ниските температури и измръзва, ако през зимата паднат под -16 °C. Не се напада от сиво гниене, но е податлив на гъбични инфекции и изисква пълен комплекс защитни мероприятия срещу тях.

## Вино
Виното асеновградски (станимашки) мавруд се характеризира с рубинено червен цвят и мек вкус. Гроздето за него се бере през втората половина на октомври. Виното отлежава в съдове от инокс.
Като цяло вината произведени от сорта Мавруд са с наситен рубинен цвят, достатъчна запасеност на танини и киселини, и специфичен, много приятен аромат, в който се долавя къпина и зряла черница. Идеалните вина, получени от него, се развиват отлично в контакт с дъбова дървесина, като развиват мощен, комплексен аромат и плътен, хармоничен вкус.